# Gyód
Gyód é um município da Hungria, situado no condado de Baranya. Tem 3,25 km² de área e sua população em 2019 foi estimada em 689 habitantes.